# Big Band Radio
Big Band Radio este un ansamblu muzical creat în 1949 pentru a completa prezența Radioului în viața spirituală românească. Ansamblul abordează stiluri muzicale diferite, de la muzica ușoară, la estrada și jazz. Timp de patru decenii a fost condus de către dirijorul și compozitorul Sile Dinicu, iar în prezent este condus de dirijorul Ionel Tudor.